# Platichthys
Platichthys is een geslacht van straalvinnige vissen uit de familie van schollen (Pleuronectidae). Het geslacht is voor het eerst wetenschappelijk beschreven in 1854 door Girard.

## Soorten
- Platichthys flesus (Linnaeus, 1758) – Bot
- Platichthys stellatus (Pallas, 1787)